# Collix griseipalpis
Collix griseipalpis är en fjärilsart som beskrevs av Alfred Ernest Wileman 1916. Collix griseipalpis ingår i släktet Collix och familjen mätare. Inga underarter finns listade i Catalogue of Life.